# Palau administratiu de Satu Mare

Palau administratiu a Satu Mare.

El palau administratiu (en romanès: Palațul administrativ) és un edifici situat a Satu Mare (Romania). Amb 97 metres, és l'edifici més alt de Transsilvània i un dels més alts del país. És un exemple d'arquitectura d'estil brutalista.
Des de la part superior de l'edifici, es veu gairebé tot el comtat de Satu Mare i es pot veure fins a Hongria. La història de l'edifici comença als anys seixanta, quan Satu Mare va experimentar un període de desenvolupament d'infraestructures sota el règim comunista. El Partit Comunista Romanès volia construir un nou centre de la ciutat amb un edifici que fos un nou punt de referència per a la ciutat. Així, el 1972 es va iniciar la construcció de l'edifici. L'arquitecte principal fou Nicolae Porumbescu de Iaşi, ajudat per Ludovic Gyüre de Satu Mare.
L'edifici es va acabar el 1984; més de 1.000 persones van treballar en el projecte. Té tres torres més petites i una gran torre principal. Les tres petites torres representen els tres grups ètnics presents al comtat de Satu Mare: romanesos, alemanys i hongaresos, mentre que la torre principal representa el vincle entre aquests tres grups ètnics.